# Sint-Maartenskerk (Terdegem)
De Sint-Maartenskerk (Frans: Église Saint-Martin) is de parochiekerk van de gemeente Terdegem in het Franse Noorderdepartement.

## Geschiedenis
In de eerste helft van de 12e eeuw was er sprake van een romaanse kruiskerk met vieringtoren. De huidige driebeukige hallenkerk is van 1664. De romaanse toren bleef behouden, en de vierkante benedenverdieping is gebouwd in ijzerzandsteen. De met leien bedekte torenspits is nieuwer.
In 1882-1885 werd de kerk verbouwd, waarbij de oriëntatie werd omgekeerd, en hierbij kwam de vieringtoren aan de oostzijde te liggen, niet ver van het portaal, maar nog steeds op de viering, want de kerk heeft een pseudotransept.

## Interieur
De kerk bezit grafstenen van 1505 en 1596. In het portaal is een catechismuszaaltje. Er is een 18e-eeuwse preekstoel en een Graflegging. De lambrisering is 18e-eeuws. De kruiswegstaties zijn van beeldhouwer Puyenbroek en waren oorspronkelijk bestemd voor de Kathedraal van Sint-Michiel en Sint-Goedele te Brussel. Er is een smeedijzeren doopvontgalg en er is een glas-in-loodraam, gewijd aan Sint-Gertrudis.